# تكاثر الإنسان
تكاثر البشر (أو تكاثر الإنسان أو التناسل البشري) هو التكاثر الجنسي الذي ينتج عنه الإخصاب لإنتاج ذرية بشرية. عادة ما يكون الاتصال الجنسي بين ذكر وأنثى ناضجين جنسيًا. يؤدي الاتصال الجنسي (الجماع) بين الجهاز التناسلي الذكري والأنثوي إلى تلقيح البويضة بواسطة الحيوانات المنوية لتكوين بويضة مخصبة (زيجوت). تسمى هذه الخلايا التناسلية المتخصصة (الجاميت)، والتي تتكون بعملية تسمى الانقسام المنصف.
تحتوي الخلايا الطبيعية على 46 كروموسومًا (23 زوجًا)، بينما تحتوي الجاميت على 23 كروموسومًا فقط. وعندما تتحد خليتان من الجاميت لتكوين خلية زيجوت واحدة يكون الناتج الملقح 23 كروموسومًا من كل جنس (من الأب ومن الأم)، مما يجعل البويضة المخصبة تحتوي على 46 كروموسومًا (23 زوجًا). تخضع البويضة المخصبة بعد ذلك لعملية تطور محددة تُعرف باسم التطور الجنيني البشري وهنا تبدأ فترة الحمل النموذجية التي تبلغ 9 أشهر تليها الولادة. يمكن أن يتم إخصاب البويضة من خلال طرق التلقيح الصناعي والتي لا تنطوي على الجماع، كما توجد تقنيات أخرى للمساعدة على الإنجاب.

## المتطلبات البيولوجية والقانونية
من أجل تحقيق التكاثر البشري، يجب أن يكون الفرد قد وصل إلى سن البلوغ أولاً وهو ما يعني حدوث الإباضة عند الإناث ووجود الحيوانات المنوية عند الذكور قبل الانخراط في الجماع أو تحقيق الحمل من خلال وسائل أخرى. يعاني البشر قبل سن البلوغ من العقم، إذ تفتقر أعضائهم التناسلية إلى الوظيفة الإنجابية (يكون لها القدرة على تصريف البول فقط).
تلعب العوامل القانونية أيضًا دورًا حيويًا في تحقيق الإنجاب البشري، فلا يمكن للقاصر الذي لم يبلغ سن الرشد أن يُعطى موافقة قانونية على الجماع أو استعمال البدائل الاصطناعية للإنجاب، ففي هذه الحالة قد يتم توجيه اتهام بالاغتصاب إلى الطرف الأكبر سنًا بحسب الاختصاصات القضائية والقانونية. حتى بالنسبة للقصر الذين تزيد أعمارهم عن سن الرشد، ينصح بالتثقيف الجنسي الشامل لكلا الطرفين المتوافقين باستخدام وسائل منع الحمل لتجنب كل من الأمراض المنقولة عن طريق الاتصال الجنسي والحمل المبكر غير المخطط له / غير المرغوب فيه. كما يجب على الفتيات دون سن 15 عامًا تجنب الحمل لأن أجهزتهن التناسلية لم تصل بعد إلى مرحلة النضج الكامل.

## علم التشريح

### الجهاز التناسلي الذكري
يحتوي الجهاز التناسلي الذكري على قسمين رئيسيين: الخصيتان حيث يتم إنتاج الحيوانات المنوية والقضيب الذي يفرز الحيوانات المنوية كسائل منوي (وهو ما يعرف بالقذف). في البشر يكون كلا الجهازين خارج تجويف البطن. إن وجود الخصيتين خارج البطن يسهل تنظيم درجة حرارة الحيوانات المنوية، التي تتطلب درجات حرارة محددة للبقاء على قيد الحياة حوالي 2-3 درجة مئوية أقل من درجة حرارة الجسم الطبيعية (37 درجة مئوية)، فإذا كانت الخصيتان قريبتان جدًا من الجسم، فمن المحتمل أن تؤدي الزيادة في درجة الحرارة إلى الإضرار بتكوين الحيوانات المنوية مما يجعل الحمل أكثر صعوبة. وهذا هو سبب وجود الخصيتين في كيس الصفن الخارجي وليس داخل البطن إذ عادة ما تظل الخصيتان أبرد قليلاً من درجة حرارة الجسم مما يسهل إنتاج الحيوانات المنوية.

دورة الحياة البيولوجية للإنسان

### الجهاز التناسلي الأنثوي
يحتوي الجهاز التناسلي للأنثى على قسمين رئيسيين: الأعضاء التناسلية الخارجية والأعضاء التناسلية الداخلية.
تلتقي البويضة بالحيوانات المنوية، قد يخترق الحيوان المنوي البويضة ويختلط بها ويخصبها بمساعدة بعض الإنزيمات المتحللة للماء الموجودة في الجسيم القمي. يحدث الإخصاب عادة في قناة البيض ولكن يمكن أن يحدث في الرحم نفسه، ثم تنغرس البويضة الملقحة في بطانة الرحم حيث تبدأ عمليات التطور الجنيني والتكوين. عندما ينمو الجنين بما يكفي للبقاء على قيد الحياة خارج الرحم يتوسع عنق الرحم وتدفعه تقلصات الرحم عبر قناة الولادة (المهبل)، تسمى هذه العملية بالولادة.
البويضات وهي الخلايا الجنسية الأنثوية أكبر بكثير من الحيوانات المنوية وتتشكل عادة داخل مبايض الجنين الأنثوي قبل الولادة. تكون ثابتة في الغالب في مكان داخل المبيض حتى انتقالها إلى الرحم، وتحتوي على مغذيات للبويضة المخصبة والجنين. تنضج بويضة واحدة على مدار الدورة الشهرية كاستجابةً للإشارات الهرمونية، ثم يتم تحريرها ونقلها عبر قناة فالوب. تخرج البويضة من الجسم أثناء الحيض إذا لم يتم تخصيبها.

## عملية الإخصاب

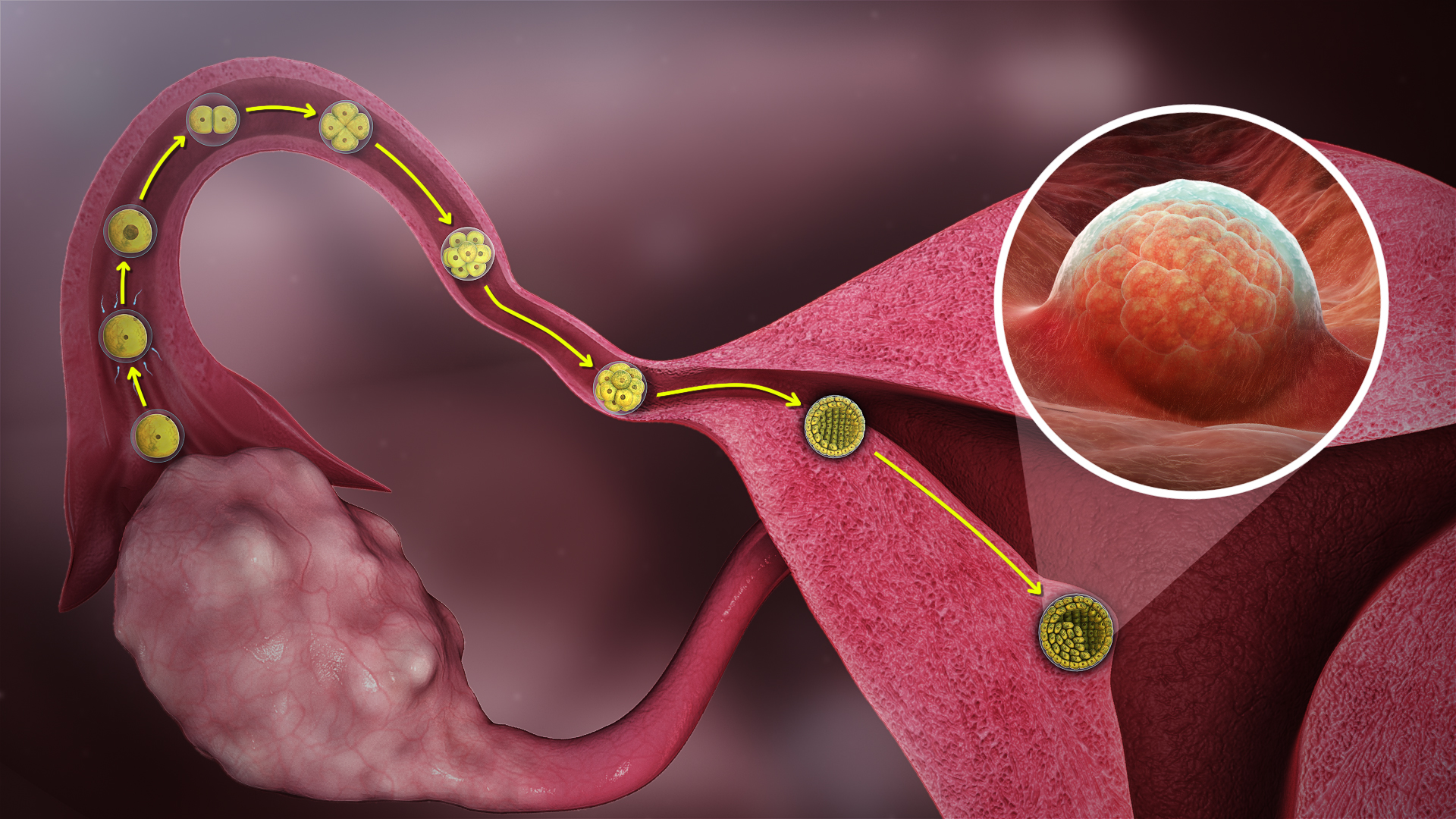
مرور البويضة من المبيض إلى الرحم، مع لقطة مقربة تظهر التطور الجنيني البشري المبكر.

يبدأ التكاثر البشري عادةً بالجماع، على الرغم من أنه يمكن تحقيقه من خلال التلقيح الاصطناعي ويتبعه تسعة أشهر من الحمل قبل الولادة. يمكن تجنب الحمل باستخدام موانع الحمل مثل الواقي الذكري واللولب الرحمي.

### الاتصال الجنسي
يحدث التكاثر البشري بشكل طبيعي كتخصيب داخلي عن طريق الاتصال الجنسي. خلال هذه العملية يقوم الذكر بالإيلاج في المهبل ثم يقوم أي من الشريكين بدفع الحوض بشكل منتظم حتى يقذف الذكر السائل المنوي الذي يحتوي على الحيوانات المنوية في قناة المهبل. تُعرف الحيوانات المنوية والبويضة باسم الجاميت (كل منها يحتوي على نصف عدد كروموسومات الأب والأم والتي تتكون اثناء الانقسام المنصف). ينتقل السائل المنوي (الذي يحتوي على حوالي 250 مليون حيوان منوي في القذف النموذجي) عبر المهبل وعنق الرحم إلى الرحم أو قناتي فالوب. يصل واحد فقط من كل 14 مليون من الحيوانات المنوية التي يتم قذفها إلى قناة فالوب. تتحرك البويضة في نفس الوقت عبر قناة فالوب بعيدًا عن المبيض. يلتقي أحد الحيوانات المنوية ويخترق البويضة ويخصبها مما يؤدي إلى تكوين البيضة الملقحة. بعد الإخصاب والانغراس يحدث حمل الجنين داخل الرحم.
تكون فرصة الحمل أعلى في الفترة بين 5 أيام قبل الإباضة ويوم إلى يومين بعد الإباضة. وللحصول على فرصة الحمل المثلى هناك توصيات بالاتصال الجنسي كل يوم أو يومين، أو كل يومين أو ثلاثة أيام. أظهرت الدراسات عدم وجود فروق ذات دلالة إحصائية بين مختلف الأوضاع الجنسية وفرصة الحمل طالما أنها تؤدي جميعها إلى القذف في المهبل.

### طرق بديلة

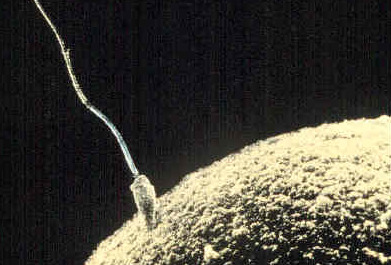
صورة مكبرة بالمجهر لحيوان منوي يحاول اختراق جدار بويضة.

كبديل عن الجماع الطبيعي هناك ما يعرف بالتلقيح الاصطناعي، حيث يتم إدخال الحيوانات المنوية في الجهاز التناسلي الأنثوي دون إدخال القضيب. هناك أيضًا العديد من الطرق التقنية للمساعدة على الإنجاب مثل الإخصاب في المختبر، حيث يتم استرداد خلية بويضة واحدة أو أكثر من مبيض المرأة وتلقيحها مع الحيوانات المنوية خارج الجسم، يمكن بعد ذلك إعادة الجنين الناتج في رحم المرأة.

### الحمل
الحمل هو الفترة الزمنية التي يتطور فيها الجنين وينمو عن طريق الانقسام المتساو داخل الرحم. خلال هذا الفنرة يحصل الجنين على التغذية والدم المؤكسج من الأم، ويرشح من خلال المشيمة التي تتصل ببطن الجنين عبر الحبل السري. يتعين على الأم تناول مستويات أعلى قليلاً من السعرات الحرارية لتعويض استنزاف الجنين للعناصر الغذائية، كما أن الأم بحاجة إلى تناول فيتامينات معينة ومغذيات أخرى بكميات أكبر من المعتاد مما يؤدي غالبًا إلى عادات غذائية غير طبيعية. تبلغ فترة الحمل حوالي 266 يومًا في البشر، يمر الطفل أثناء وجوده في الرحم بعدة مراحل من النمو أولها مرحلة البويضة الملقحة وهي مرحلة قصيرة جدا، تليها مرحلة أخرى تتميز بتطور الأعضاء الرئيسية وتستمر لمدة ثمانية أسابيع تقريبًا، ثم تأتي المرحلة الجنينية والتي يحدث فيها نمو للخلايا العظمية مع استمرار الجنين في النمو وزيادة الحجم. تشير التقديرات إلى أن حوالي 3-5٪ من الأزواج يعانون من العقم وأن خصوبة الأزواج تبلغ حوالي 30٪ لكل دورة شهرية.

### المخاض والولادة
ينقسم المخاض إلى 4 مراحل. تتضمن المرحلة الأولى المرحلة الكامنة والمرحلة النشطة مفصولة باتساع عنق الرحم من 6 إلى 10 سم، المرحلة الثانية هي مرحلة الدفع، المرحلة الثالثة تتضمن خروج المشيمة، والمرحلة الأخيرة هي تقلص الرحم. بمجرد أن ينمو الجنين بشكل كافٍ، تبدأ الإشارات الكيميائية بتنظيم عملية الولادة، والتي تبدأ بدفع الجنين خارج قناة الولادة. من المفترض أن يبدأ المولود الجديد (والذي يُطلق عليه اسم الرضيع عند البشر) في التنفس من تلقاء نفسه بعد وقت قصير من الولادة. بعد فترة وجيزة تسقط المشيمة من تلقاء نفسها. يقوم الطبيب أو الممرض الذي يساعد في الولادة عادة بقطع الحبل السري.

## اكتشاف الآلية
بالرغم من أن غالبية المجتمعات البشرية المبكرة اعتبرت أن النشاط الجنسي ضروري للإنجاب، إلا أن أسباب عدم حدوث حمل بعد الجماع وطريقة التقاء الحيوانات المنوية بالبويضات لم تكن مفهومة. كانت نظرية التكون المسبق للكائنات شائعة في اليونان القديمة والعالم المسيحي لعدة قرون. لم يكتشف أنطوني فان ليفينهوك الحيوانات المنوية إلا بعد اختراعه المجهر عام 1677 نظرًا لصغر حجمها بحيث لا يمكن رؤيتها بالعين المجردة.، ولم يتم اكتشاف الانقسام المتساوي والانقسام الاختزالي حتى أواخر القرن التاسع عشر.